# ال آرنال
ال آرنال دهستانی در استان آبیلای اسپانیا است.
در این دهستان ۱٬۰۶۱ نفر زندگی می‌کنند. مساحت این دهستان ۲۷٫۱۳ کیلومتر مربع است.